# Härteausgleich
Härteausgleich ist ein Begriff des deutschen Steuerrechts. Er bezeichnet eine Steuerermäßigung, die bei bestimmten Grenzfällen gewährt wird. Bei einkommensteuerpflichtigen Einkünften, von denen ein Steuerabzug vom Arbeitslohn nicht vorgenommen worden ist, ist ein Härteausgleich gem. § 46 Abs. 3 EStG oder gem. § 46 Abs. 5 i.V.m § 70 EStDV durchzuführen. Dies ist notwendig, weil bei der Veranlagungen von Arbeitnehmer – wie sich auch § 46 Abs. 2 Nr. 1 EStG ergibt – von den bezeichneten Einkünften keine ESt zu zahlen ist, wenn sie 410 Euro oder weniger betragen, und ferner, weil eine allmähliche Überleitung geboten ist, falls die genannte Einkünfte 410 Euro übersteigen.

## Allgemeine Anwendung
Der Härteausgleich ist nur durchzuführen, wenn die Summe der nicht dem Lohnsteuerabzug unterliegenden Einkünfte den Betrag von 410 Euro übersteigt. Diese Freigrenze nach § 46 Abs. 2 Nr. 1 EStG dient der Vereinfachung und erst wenn diese Freigrenze überschritten wird, ist von Amts wegen auch eine Einkommensteuer-Veranlagung wegen anderer Einkünfte vorzunehmen.
Wenn die sogenannten Nebeneinkünfte eines Arbeitnehmers geringer sind, werden diese Einkünfte nicht besteuert.
Bei Härteausgleich sind zwei Grundfälle zu unterscheiden:
1. Härteausgleich nach § 46 Abs. 3 EStG
2. Härteausgleich nach § 46 Abs. 5 EStG in Verbindung mit § 70 EStDV

## Härteausgleich nach § 46 Abs. 3 EStG
Ein Betrag in Höhe der Einkünfte, von denen der Steuerabzug vom Arbeitslohn nicht vorgenommen worden ist, ist vom Einkommen abzuziehen, wenn diese Einkünfte insgesamt nicht mehr als 410 Euro betragen. Aus dieser Vorschrift leitet sich die allgemeine pauschale Aussage ab, dass man bis zu 410 Euro „nebenbei“ verdienen kann, ohne dafür Steuern zu zahlen.
Der Abzugsbetrag kann 1 Euro bis 410 Euro betragen. Das gilt auch bei der Zusammenveranlagung von Ehegatten. Die Freigrenze ist veranlagungsbezogen, d. h., sie erhöht sich nicht bei Zusammenveranlagung und steht bei getrennter sowie bei besonderer Veranlagung jedem Ehegatten zu.
Beispiel 1:
Der ledige Steuerpflichtige A hat Einkünfte aus § 19 EStG i.H.v. 35.000 Euro und Einkünfte aus § 18 Abs. 1 Nr. 1 EStG i.H.v. 380 Euro.
Lösung 1:
Nach § 46 Abs. 2 Nr. 1 EStG ist ein Veranlagung nicht durchzuführen, da die Einkünfte aus § 18 EStG 410 Euro nicht übersteigen.
Beispiel 2:
Der ledige Steuerpflichtige A hat Einkünfte aus § 19 EStG i.H.v. 35.000 Euro und Einkünfte aus § 18 Abs. 1 Nr. 1 EStG i.H.v. 380 Euro. Als Lohnsteuerabzugsmerkmal des A ist ein Freibetrag i. S. d. § 39a Abs. 1 EStG eingetragen.
Lösung 2:
Nach § 46 Abs. 2 Nr. 1 EStG ist eine Veranlagung nicht durchzuführen, da die Einkünfte aus § 18 EStG 410 Euro nicht übersteigen. Unabhängig davon ist jedoch eine Veranlagung nach § 46 Abs. 2 Nr. 4 EStG durchzuführen. Bei Durchführung dieser Veranlagung ist gem. § 46 Abs. 3 EStG als Härteausgleich ein Betrag von 380 Euro vom Einkommen abzuziehen.
Beispiel 3:
Bei Ehegatten liegt das Einkommen bei 27.000 Euro. Es liegen außer Arbeitslohn nur Zinseinkünfte in Höhe von 375 Euro vor. Die Einkünfte, von denen der Steuerabzug vom Arbeitslohn nicht vorgenommen wurde, sind hier die Zinseinkünfte. Der Betrag liegt unter 410 Euro. Damit beträgt der Härteausgleich 375 Euro, das heißt die 375 Euro sind nicht zu versteuern.

## Härteausgleich nach § 46 Abs. 5 EStG i.V. mit § 70 EStDV
Zum Ausgleich dient der Härteausgleich nach § 46 Abs. 5 EStG in Verbindung mit § 70 EStDV. Während bis 410 Euro die Nebeneinkünfte völlig steuerfrei sind, wird der steuerfreie Betrag bei Nebeneinkünften zwischen 410 Euro und 820 Euro schrittweise abgebaut. Der steuerfreie Betrag von 410 Euro wird jeweils um die Differenz zwischen den Nebeneinkünften und 820 Euro gekürzt.
Da bei Überschreiten der 410-Euro-Grenze die Nebeneinkünfte einbezogen werden, käme es ohne eine Sonderregelung zu dem kuriosen Ergebnis, dass ein Arbeitnehmer (A) mit 409 Euro Nebeneinkünften keine Steuern zahlen würde, während ein anderer Arbeitnehmer mit Nebeneinkünften i.H.v. 411 Euro eine zusätzliche erhebliche Steuerbelastung treffen würde, obwohl er nur 2 Euro mehr verdient als A.
Beispiel 1:
Härteausgleich bei der Ehegatten-Einzelveranlagung
Die Ehefrau weist Nebeneinkünfte von 600 Euro aus, der Ehemann von 410 Euro. Im Rahmen der Zusammenveranlagung kann kein Härteausgleich gewährt werden, weil die Nebeneinkünfte zusammenzurechnen sind und danach die Grenze von 820 Euro übersteigen. Beantragen die Ehegatten die Einzelveranlagung von Ehegatten, wird für die Ehefrau ein Härteausgleich von 220 Euro angesetzt, beim Ehemann ein Freibetrag von 410 Euro. Im Einzelfall müssen die Ehegatten jedoch sorgfältig prüfen, ob die Ehegatten-Einzelveranlagung im Bereich des Tarifs zu Nachteilen führt, die die Vorteile des Härteausgleichs übersteigen.
Hierbei ist zu berücksichtigen, dass Einkünfte stets eine Nettogröße darstellen. Wenn z. B. Nebeneinnahmen von 600 Euro und zusammenhängende Werbungskosten von 200 Euro angefallen sind, so liegen die Einkünfte bei 400 Euro und unterliegen dem Härteausgleich.
Beispiel 2:
Wie obiges Beispiel, jedoch betragen die Zinseinkünfte jetzt 620 EUR.
Die bezeichneten Einkünfte liegen zwischen 410 Euro und 820 Euro.
Der gekürzte Härteausgleich ist wie folgt zu berechnen:
Nebeneinkünfte: 620 Euro
Härteausgleich: 200 Euro (820–620 Euro)
Steuerpflichtige Nebeneinkünfte: 420 Euro (620–200)
| Einkommensteuerpflichtige Nebeneinkünfte (Euro) | Von den Nebeneinkünften abzuziehender Härteausgleich (Euro) | Danach werden von Nebeneinkünften tatsächlich besteuert (Euro) |
| ----------------------------------------------- | ----------------------------------------------------------- | -------------------------------------------------------------- |
| 0–410                                           | 410                                                         | 0                                                              |
| 450                                             | 370                                                         | 80                                                             |
| 500                                             | 320                                                         | 180                                                            |
| 550                                             | 270                                                         | 280                                                            |
| 600                                             | 220                                                         | 380                                                            |
| 650                                             | 170                                                         | 480                                                            |
| 700                                             | 120                                                         | 580                                                            |
| 750                                             | 70                                                          | 680                                                            |
| 800                                             | 20                                                          | 780                                                            |
| 820                                             | 0                                                           | 820                                                            |